# Johannes Canaparius
Johannes Canaparius war ein Benediktinermönch und Abt im Kloster Sti. Bonifacius et Alexius auf dem Aventin in Rom. Man schreibt ihm traditionell die Vita sancti Adalberti episcopi Pragensis, das Leben des Heiligen Adalbert von Prag zu (entstanden um 1000). In diesem Werk wird unter dem Namen „urbem Gyddanyzc“ die „Stadt“ (lat.: urbs) Danzig (damals eine befestigte Siedlung von Kaufleuten, Handwerken und Fischern) zum ersten Mal erwähnt.
Johannes Fried hat die Verfasserschaft des Canaparius bestritten und stattdessen Bischof Notger von Lüttich als Autor ins Spiel gebracht. Dafür spreche auch das älteste Manuskript, das jüngst in Aachen wiederentdeckt wurde.
Der Deutschordenspriester Nikolaus von Jeroschin übersetzte die Vita im 14. Jahrhundert ins Deutsche.